# Orbignya
Orbignya é um género botânico pertencente à família Arecaceae.

## Espécies
- Orbignya phalerata Mart.
- Orbignya speciosa (Mart.) Barb. Rodr.
- Orbignya martiana Mart.